# Gobierno Autónomo Departamental de Santa Cruz
El Gobierno Autónomo Departamental de Santa Cruz o Gobernación de Santa Cruz, es el gobierno político y administrativo del Departamento de Santa Cruz, en el Estado Plurinacional de Bolivia. Su jurisdicción territorial fue establecida de acuerdo a su tradición histórica, desde su nacimiento en tiempos coloniales, la creación de la República de Bolivia y los actuales límites, establecidos de manera definitiva por mandato de la Constitución. 

## Historia
El Gobierno de Santa Cruz tiene sus orígenes en el año 1560, con la creación de la Provincia de los Mojos, por el Virreinato del Perú y encomendado a su fundador el general Ñuflo de Chaves, conquistador extremeño de la corriente colonizadora del Río de la Plata. 
El Gobierno de Santa Cruz es el más antiguo en el territorio de lo que hoy es Bolivia. Según el cronista español Juan López de Velasco, en todo el reino del Perú había “cuatro cancillerías. En las cuales hay siete gobernaciones con título de S.M. (1571). En Charcas hay una Cancillería y dos gobernaciones que son: Santa Cruz de la Sierra y la de Tucumán…” 
Durante el proceso de la Independencia de las Provincias Unidas del Río de la Plata y del Alto Perú, fue ratificada su calidad de Gobierno provincial y de Intendencia. Con el nacimiento de Bolivia, se convirtió en Prefectura, por instrucciones del mariscal Antonio José de Sucre. En los años 1876 y 1879, producto de luchas cívicas y políticas, el Departamento de Santa Cruz tuvo gobiernos federales. 
En el presente siglo, el pueblo cruceño luchó por las Autonomías Departamentales, mediante movilizaciones, cabildos abiertos y referéndums, logrando modificar la Constitución boliviana e instituyendo las Gobernaciones Autónomas en todo el país.

## Autonomía Departamental
Se rige por un Estatuto de Autonomía, el cual establece su estructura interna. A nivel parlamentario funciona con una Asamblea Legislativa Departamental (Bolivia) y en el Ejecutivo con un Gobernador y sus diferentes Secretarías y Direcciones. 
Las normas del Gobierno Autónomo Departamental de Santa Cruz son aplicables en la jurisdicción del Departamento de Santa Cruz en el marco de sus competencias y, en caso de conflicto normativo con la legislación del Estado, o de otra entidad territorial, prevalecen mientras no recaiga resolución del Tribunal Constitucional Plurinacional. 

## Asamblea Legislativa Departamental
La Asamblea Legislativa Departamental está constituida por veintiocho (28) miembros o Asambleístas, de acuerdo a la siguiente fórmula:
1) Quince (15) Asambleístas territoriales elegidos por cada una de las provincias del Departamento.
2) Cinco (5) Asambleístas representantes de cada uno de las naciones y pueblos indígena originario campesinos del Departamento de Santa Cruz: Ayoreo, Chiquitano, Guaraní, Guarayo y Yuracaré-Mojeño.
3) Ocho (08) Asambleístas electos por representación poblacional. 
Esta estructura contiene algunas contradicciones respecto a la representación étnica, debido a que la etnia "Yuracaré-Mojeño" no existe en los hechos como tal, sino separados: Yuracaré y Mojeño (de Mojos), sin embargo el Departamento de Santa Cruz tiene otros grupos indígenas que no están representados.

## Gobernación
La Gobernación es el ámbito ejecutivo del Gobierno Departamental. Ejerce funciones administrativas, ejecutivas y técnicas, además de la facultad reglamentaria del Gobierno Departamental y como otras atribuciones que le confiere el Estatuto.
Está compuesta por el Gobernador(a) y el Vicegobernador(a) elegidos por voto universal por un periodo de cinco años. Los Secretarios(as) Departamentales, son funcionarios públicos designados por el Gobernador. En las provincias interiores son designados Subgobernadores y otros servidores públicos previstos por Ley.
El actual Gobernador de Santa Cruz es el abogado Luis Fernando Camacho.

## Subgobernaciones Provinciales
El año 2020 la Asamblea Legislativa de Santa Cruz aprobó una Ley Departamental de Desarrollo y Fortalecimiento Provincial, que en su parte sustancial trata de fortalecer las subgobernaciones provinciales con la transferencia de áreas funcionales hasta las provincias, desconcentrando recursos humanos con base operativa provincial y la correspondiente asignación de recursos económicos para el desarrollo.
La tendencia del proceso autonómico en Bolivia es la incorporación de una norma que permita la elección de los subgobernadores provinciales.